# 미존부드러운털쥐
미존부드러운털쥐(Praomys misonnei)는 쥐과에 속하는 설치류의 일종이다. 콩고민주공화국과 케냐, 우간다에서 발견된다. 자연 서식지는 아열대 또는 열대 기후 지역의 습윤 저지대 숲과 습윤 저산대 숲, 경작이다.